# Mijndert Jape

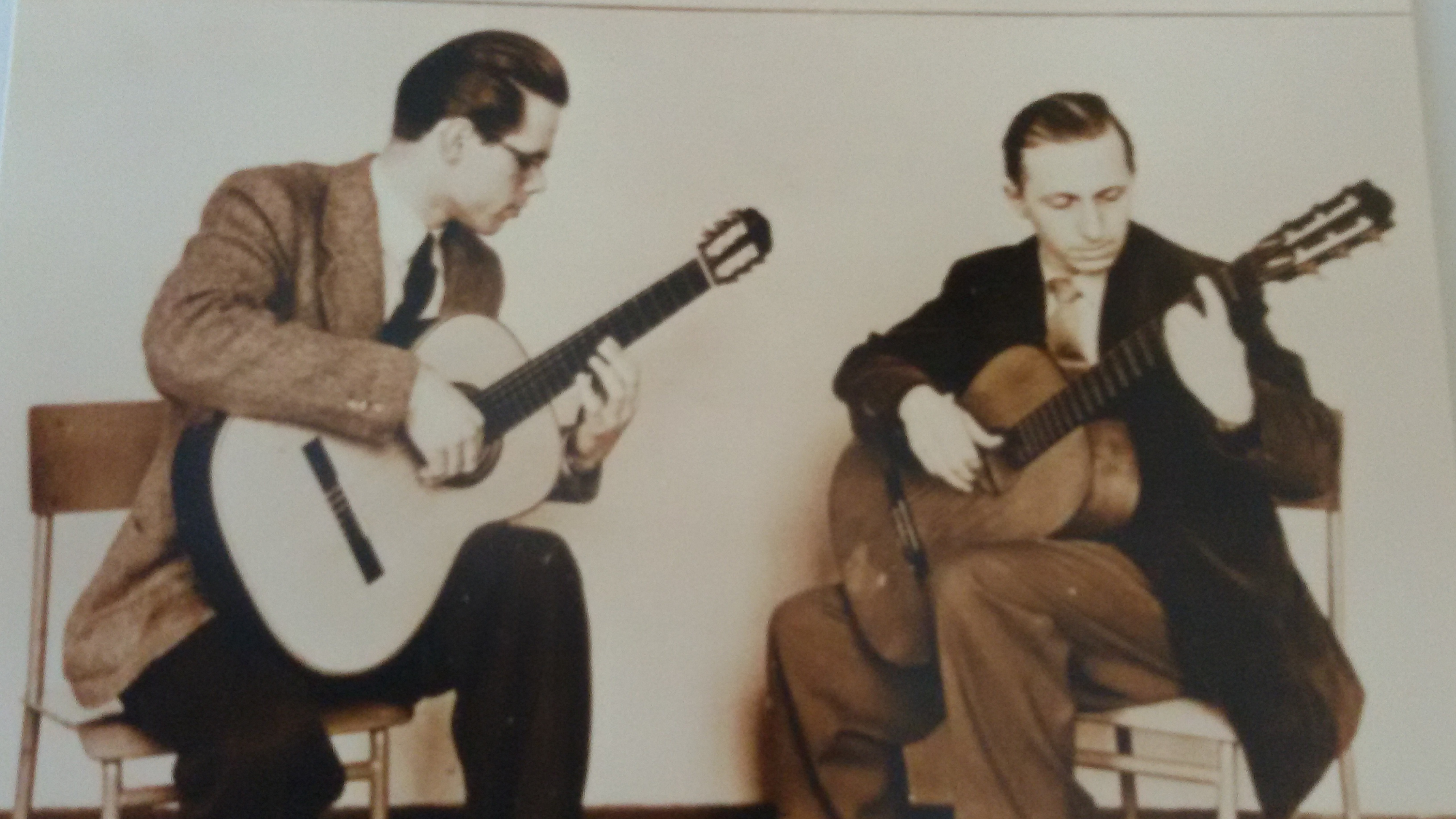
Mijndert Jape (links) mit Hans-Lutz Niessen

Mijndert Jape (* 11. Juli 1932 in Geleen, Niederlande) ist ein niederländischer Lautenist, Gitarrist und Musikhistoriker.

## Leben
Jape studierte bis 1958 Gitarre bei Hans-Lutz Niessen, einem Schüler von Bruno Henze, am Conservatorium Maastricht und bis 1960 bei Ida Presti und Alexandre Lagoya an der Schola Cantorum in Paris (Diplôme supérieur, „mention très bien à l’unanimité avec félicitation du Jury“). Ab 1955 spielte er mit Niessen im Duett, ab 1956 war er als Gitarrenlehrer an der Musikschule Geleen tätig. 1960 gewann Jape in Paris den ersten und Ersten Preis („à l’unanimité du Jury“) des Concours International de Guitare de Radio France (Internationaler Gitarrenwettbewerb des französischen Rundfunks). Von 1972 bis 1977 lernte er Laute bei Toyohiko Satoh am Koninklijk Conservatorium Den Haag und bei Eugen M. Dombois, Thomas Binkley und Anthony Bailes in Sommerschulen. Außerdem widmete er sich musikwissenschaftlichen Studien (mit Schwerpunkt Renaissancemusik). Er trat in Belgien, den Niederlanden und Frankreich auf. Bis 1992 war er Lehrer für Gitarre und Laute und zugleich Direktor für die Musik an der Musikschule Sittard, Niederlande und an den Musikakademien Tongeren und Maasmechelen in Belgien. Seit 1997 wohnt er in Frankreich, wo er seitdem seine musikwissenschaftliche und musikalische Arbeit ausübt. 

## Werke (Auszug)
- Fernando Sor: Opera Omnia for the Spanish Guitar, Vols. V, VIII, IX, Van Teeseling, Nijmegen (Niederlande), 1980–1985
- Classical Guitar Music in Print, Musicdata Inc., Philadelphia (Pennsylvania, USA), 1988
- Louis de Moy: Le Petit Boucquet 1631, Facsimile und Musikwissenschaftliche Einführung, Peer (Belgien), 1988
- Fernando Sor – A Bibliography of Published Literature and Music, Pendragon Press, Hillsdale (New York, USA), 2014